# Клайн-Радиш
Клайн-Ра́диш или Ра́дшовк (нем. Klein Radisch; в.-луж. Radšowkо файле) — деревня в Верхней Лужице, Германия. Входит в состав коммуны Боксберг района Гёрлиц в земле Саксония. Подчиняется административному округу Дрезден.

## География
Находится в южной части района Лужицких озёр на границе с биосферным заповедником «Пустоши и озёра Верхней Лужицы». На севере деревни проходит автомобильная дорога S 121 и находятся несколько десятков искусственных рыбоводческих прудов.
Соседние населённые пункты: на севере — деревня Рыхвалд, на востоке — административный центр коммуны Креба-Нойдорф и деревня Чернск, на юго-востоке — деревня Миков, на юге — деревня Долга-Боршч, на юго-западе — деревни Турё и Цымпл, на западе — деревни Ямно и Волешница и на северо-западе — деревня Дырбах.

## История
Впервые упоминается в 1658 году под наименованием Ratzschholtz.
С 1973 по 2009 года входила в коммуну Клиттен. С 2009 года входит в состав современной коммуны Боксберг.
В настоящее время деревня входит в состав культурно-территориальной автономии «Лужицкая поселенческая область», на территории которой действуют законодательные акты земель Саксонии и Бранденбурга, содействующие сохранению лужицких языков и культуры лужичан.
Исторические немецкие наименования
- Ratzschholtz, 1658
- Klein-Radischholz, 1737
- Klein Radisch, 1759
- Klein Radisch, 1791

## Население
Официальным языком в населённом пункте, помимо немецкого, является также верхнелужицкий язык.
Согласно статистическому сочинению «Dodawki k statisticy a etnografiji łužickich Serbow» Арношта Муки в 1884 году в деревне проживало 102 человека (из них — 85 серболужичанина (83 %)).
Лужицкий демограф Арношт Черник в своём сочинении «Die Entwicklung der sorbischen Bevölkerung» указывает, что в 1956 году при общей численности в 46 человек серболужицкое население деревни составляло 52,2 % (из них верхнелужицким языком владело 20 взрослых и 4 несовершеннолетних).
| 1825 | 1871 | 1885 | 1905 | 1925 | 1939 | 1946 | 1950 | 1964 | 2011 |
| ---- | ---- | ---- | ---- | ---- | ---- | ---- | ---- | ---- | ---- |
| 78   | 103  | 105  | 102  | 83   | 67   | 55   | 60   | 57   | 31   |